# Roches vivantes

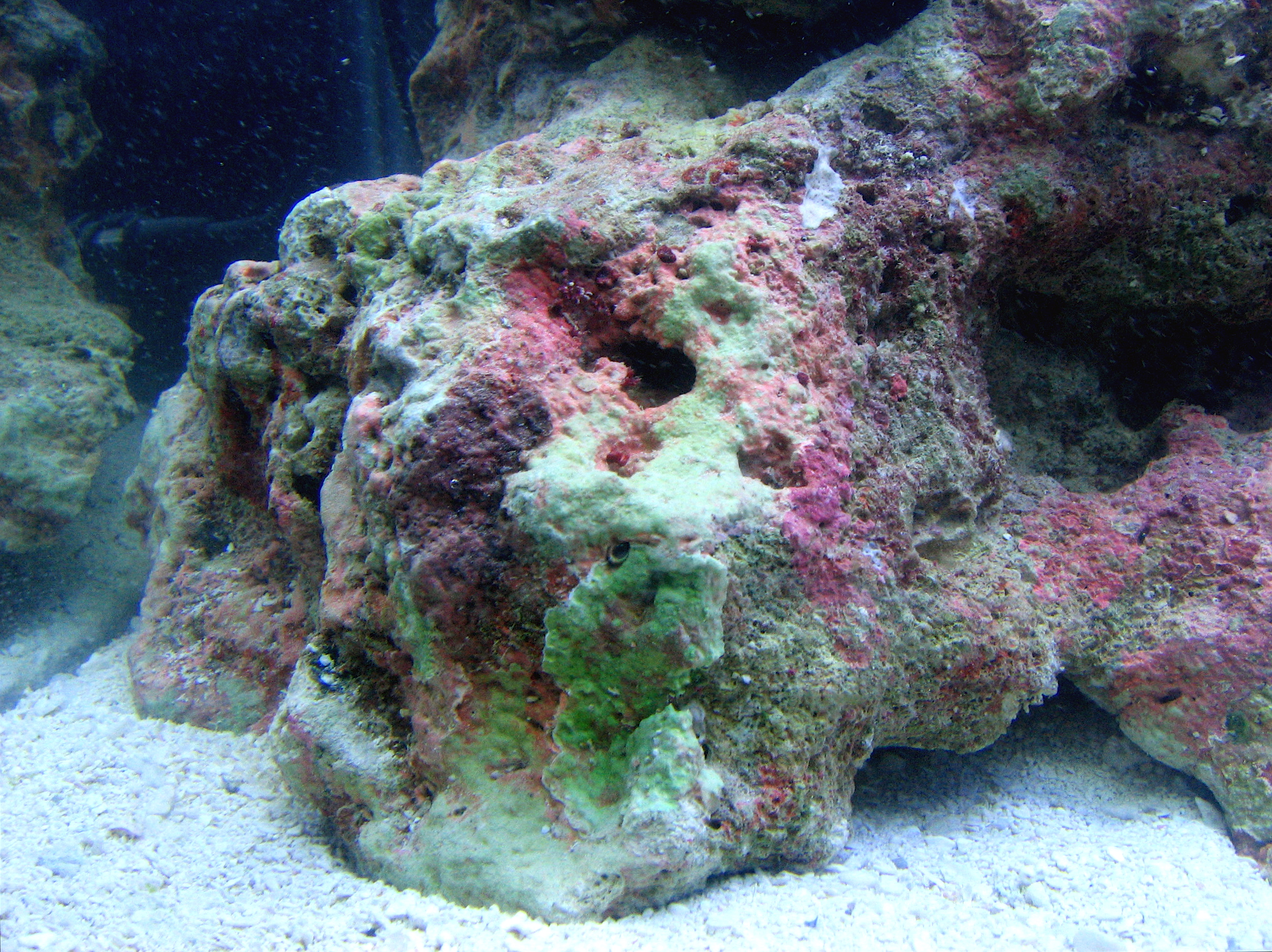

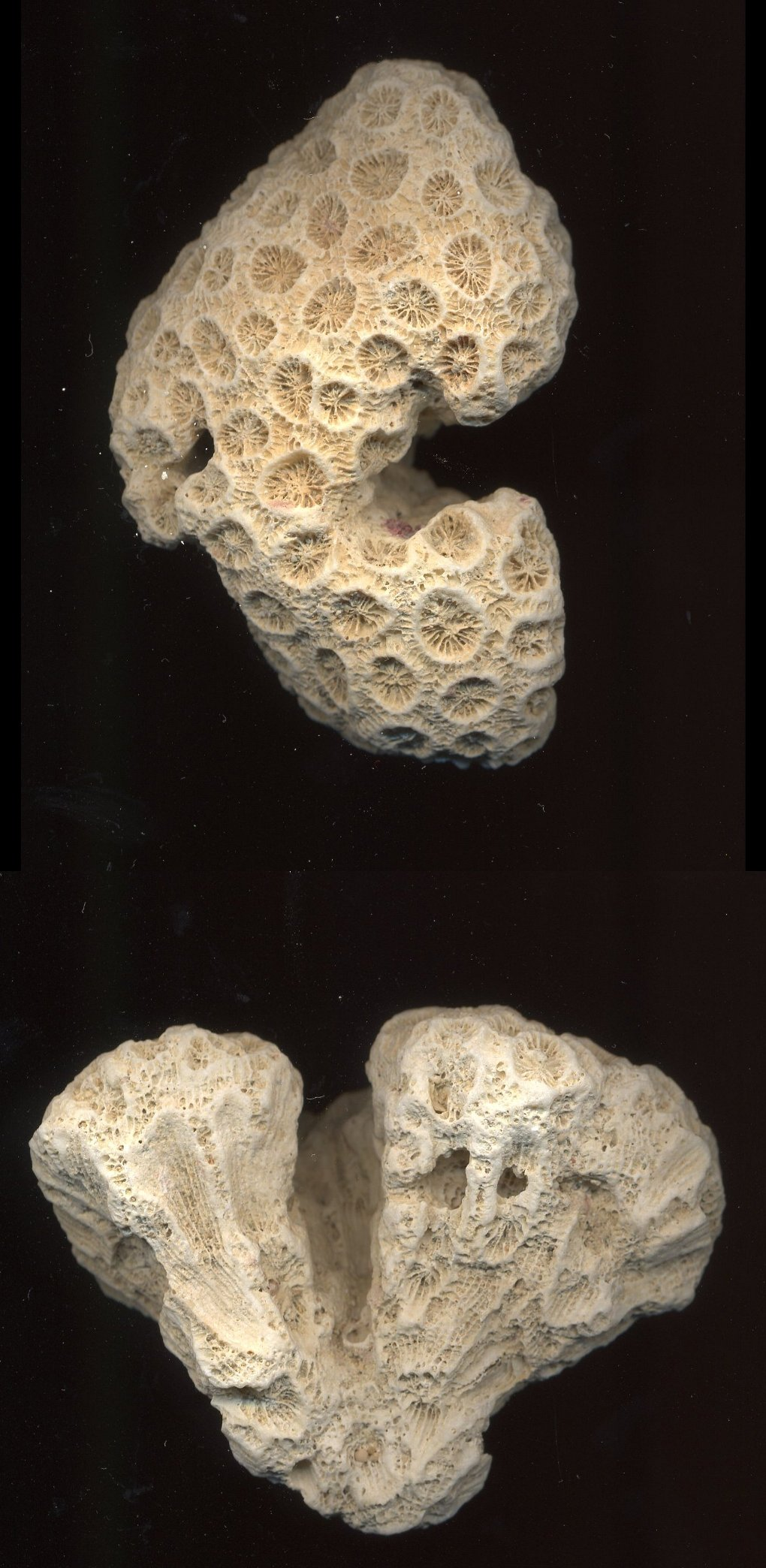
Squelettes de coraux, qui peuvent être habitées par des micro-et macro-organismes pour former des roches vivantes.

Les roches vivantes ou pierres vivantes sont un support calcaire d'origine corallienne, généralement importé pour construire un biotope récifal captif en aquarium. 
Les roches vivantes participent à la décoration mais surtout à l'épuration des aquariums marins tropicaux. Leur introduction permet de recréer un récif miniature en apportant une grande quantité d'organismes (algues, invertébrés, coraux). Contrairement aux idées reçues, les roches vivantes ne sont pas arrachées (généralement) aux récifs mais simplement récoltées à marée basse. 
À l'origine, les roches vivantes sont de très anciennes colonies de coraux (les plus fréquents du genre : Acropora, Porites, Pavona, montipora) ayant été brisées par la tempête et qui s'agglomèrent en quantité dans les lagons.
La particularité de ces supports c'est que la porosité et la composition de ces pierres permettent une colonisation en profondeur de la roche par divers micro-organismes qui participent à la dégradation des matières organiques produites par les habitants de l'aquarium. Les couches superficielles hébergent des bactéries aérobies du genre Nitrosomonas et Nitrobacter qui permettent la dégradation de l'ammoniaque (NH3) en nitrites (NO2) puis en nitrates (NO3). Les nitrates sont ensuite dégradés en azote gazeux (N2), eau (H2O) et dioxyde de carbone (CO2) par les bactéries anaérobies qui colonisent les couches profondes de la pierre vivante.
La présence de pierres vivantes dans un aquarium marin permet de "boucler" le cycle de l'azote et de faire fonctionner le bac sans filtration conventionnelle aérobie stricte qui aboutit à la formation de nitrates en impasse et est donc incompatible avec la survie des espèces fragiles en particulier les coraux durs. Le principe de fonctionnement d'un aquarium marin sans filtre mais avec une grosse quantité de pierres vivantes associées à un écumeur dont le rôle est de soulager le travail des pierres en extrayant de l'eau du bac le maximum de matières organiques avant leur dégradation et donc avant leur entrée dans le cycle de l'azote se nomme la méthode berlinoise.